# Dụ Hưng
Dụ Hưng (tiếng Trung: 裕興; 1772 – 1829) là một hoàng thân của nhà Thanh trong lịch sử Trung Quốc, người thừa kế 1 trong 12 tước vị Thiết mạo tử vương.

## Cuộc đời
Dụ Hưng sinh vào giờ Mùi, ngày 22 tháng 10 (âm lịch) năm Càn Long thứ 37 (1772), trong gia tộc Ái Tân Giác La. Ông là con trai thứ ba của Dự Lương Thân vương Tu Linh, và là em trai ruột của Dĩ Cách Dự Thân vương Dụ Phong. Mẹ ông là Đích Phúc tấn Phú Sát thị (富察氏). Năm Càn Long thứ 60 (1795), ông được phong làm Bất nhập Bát phân Phụ quốc công (不入八分輔國公). Năm Gia Khánh thứ 4 (1799), tháng 3, thụ Tán trật Đại thần. Tháng 4, thay quyền Phó Đô thống Hán quân Chính Hồng kỳ. Tháng 5, thụ Phó Đô thống Mông Cổ Tương Lam kỳ. Năm thứ 8 (1803), tháng 8, cách chức Phó Đô thống. Năm thứ 11 (1806), tháng 12, thụ Phó Đô thống Mông Cổ Tương Hồng kỳ. Năm thứ 12 (1807), tháng 7, quản lý Viên Minh Viên Bát kỳ Bao y Tam kỳ sự vụ Đại thần (圆明园八旗包衣三旗事务大臣). Tháng 12, thụ Phó Đô thống Mãn Châu Chính Hoàng kỳ kiêm Tán trật Đại thần, cách chức quản lý Viên Minh Viên Bát kỳ Bao y Tam kỳ sự vụ Đại thần.
Năm thứ 18 (1813), sự kiện Thiên Lý giáo xảy ra, huynh trưởng Dụ Phong bị liên lụy từ thuộc hạ mà đoạt tước, thứ huynh Dụ Thụy (裕瑞) cũng vì sự kiện này mà làm việc sơ suất nên bị cách chức, điều về làm Thịnh Kinh Quản lý Tông thất sự vụ (盛京管理宗室事務). Năm thứ 19 (1814), tháng 4, ông được thế tập tước vị Dự Thân vương (豫親王) đời thứ 9. Năm thứ 25 (1820), trong đại tang Gia Khánh Đế, ông hành sự qua loa, bị Đạo Quang Đế khiển trách. Hơn nữa, trong khoảng thời gian này ông lại cưỡng hiếp, gian dâm nha hoàn của mình, rồi ép nha hoàn đó phải tự sát. Chuyện này bị truyền ra ngoài, Đạo Quang Đế vô cùng tức giận, đã đoạt đi tước vị của ông và định ban chết. Tuy nhiên, do được Cung Từ Hoàng thái hậu cầu tình, nên ông chỉ bị giam ở Tông Nhân phủ 3 năm. Đạo Quang Đế khi ấy dụ rằng:
| “ | 國家法令，王公與庶民共之。裕興不自愛惜，恣意干紀，且親喪未滿，國服未除，罪孰大焉 ! . Quốc gia pháp lệnh, Vương công cùng thứ dân sở cộng. Cưỡng gian đã thành, trí tễ mạng người, phạm tội đến trọng. Dụ Hưng không tự ái tích, bừa bãi làm kỷ, thả thân tang không đầy, quốc phục chưa trừ, tội ai đại nào! | ” |

Đây là vụ án có thể nói tai tiếng nhất trong Hoàng thất nhà Thanh, khiến cho Hoàng thất Tông thân tiến hành trừng trị một cách nghiêm khắc. Từ đó tước vị sẽ do ngũ đệ Dụ Toàn thế tập. Năm Đạo Quang thứ 9 (1829), ngày 2 tháng 10 (âm lịch), ông qua đời, thọ 57 tuổi.

## Gia quyến

### Thê thiếp
- Đích Phúc tấn: Phú Sát thị (富察氏), con gái của Minh Kính (明敬).
- Thứ thiếp:
  - Lý thị (李氏), con gái của Lý Đại (李大).
  - Lưu thị (劉氏), con gái của Lưu Tường (劉祥).
  - Quan thị (關氏), con gái của Quan Đại (關大).

### Con trai
1. Vinh Thành (荣成; 1793 – 1796), mẹ là Đích Phúc tấn Phú Sát thị. Chết yểu.
2. Sùng Khang (崇康; 1828 – 1867), mẹ là Thứ thiếp Lưu thị. Được phong làm Nhị đẳng Thị vệ. Có một con trai.